# Sebastiano Lo Monaco (acteur)
Pour l’article homonyme, voir Sebastiano Lo Monaco.
Sebastiano Lo Monaco (né à Floridia le 18 septembre 1958 et mort à Roma le 16 décembre 2023) est un acteur, metteur en scène et scénariste italien.

## Biographie
Diplômé de l’Académie nationale italienne d'art dramatique, il devient capocomico (metteur en scène) et producteur de ses propres spectacles au théâtre, collaborant avec Enrico Maria Salerno, Salvo Randone, Adriana Asti, Annamaria Guarnieri (it) et Giustino Durano.
À la tête de sa propre compagnie de théâtre, il produit des spectacles dont il est toujours protagoniste, avec des acteurs comme Paola Borboni et Alida Valli, s'appuyant aussi sur des metteurs en scènes comme Giuseppe Patroni Griffi, Roberto Guicciardini (it) et Mauro Bolognini.
Il interprète des œuvres de Luigi Pirandello (Henri IV, À chacun sa vérité, Ce soir on improvise, Six Personnages en quête d'auteur…), ainsi que Cyrano de Bergerac d’Edmond Rostand, Vu du pont d’Arthur Miller, Othello de William Shakespeare, Non è vero... ma ci credo de Peppino De Filippo.
Il joue aussi dans quelques films de Pupi Avati, Roberto Faenza , Liliana Cavani ou Neri Parenti. À la télévision il intervient sous la direction de Giuseppe Patroni Griffi entre autres.

## Filmographie

### Cinéma
- 1983 : Le Pétomane, de Pasquale Festa Campanile : Gide[2]
- 1985 : Festa di laurea, de Pupi Avati : Melloni[2]
- 1989 : Frisson, de Bruno Gaburro[2]
- 1990 : Panama Sugar (it), de Marcello Avallone[2]
- 1992 : Body Puzzle, de Lamberto Bava : un croque-mort[2]
- 1993 : Sans pouvoir le dire, de Liliana Cavani : professeur Pini[2]
- 1999 : Prima del tramonto (it), de Stefano Incerti : Calogero[2]
- 2000 : Maestrale (it), de Sandro Cecca[2]
- 2000 : Body Guards - Guardie del corpo (it), de Neri Parenti : Codiposti[2]
- 2003 : Gli angeli di Borsellino, de Rocco Cesareo (it) : inspecteur-chef[2]
- 2004 : Se sarà luce sarà bellissimo (it), d’Aurelio Grimaldi[2]
- 2007 : I Vicerè, de Roberto Faenza : duc Gaspare[2]
- 2009 : Baarìa, de Giuseppe Tornatore : propriétaire du hangar à citrons[2]
- 2010 : La vita è una cosa meravigliosa (it), de Carlo Vanzina : professeur Terenzi[2]
- 2015 : Lilith's Hell, de Vincenzo Petrarolo : père Renghe[2]

### Télévision
- 1990 : Cellini, l'or et le sang (Cellini - Una vita scellerata), de Giacomo Battiato : Renzo di Ceri[3]
- 1997 : La piovra 8 - Lo scandalo (it), de Giacomo Battiato : Torrisi, avocat[2]
- 1997 : Un prete tra noi (it), de Giorgio Capitani et Lodovico Gasparini : Walter[2]
- 1998 : La piovra 9 - Il patto (it), de Giacomo Battiato : Torrisi, avocat[2]
- 2001 : Sarò il tuo giudice, de Gianluigi Calderone : Manzari[2]
- 2002 : Storia di guerra e d'amicizia (it), de Fabrizio Costa : Zoppo[2]
- 2004 : Un sacré détective - épisode Trois coups de feu dans la nuit, de Giulio Base : Antonio Cicogna/Cesare Sanza[2]
- 2006 : Joe Petrosino (it), d’Alfredo Peyretti (it) : Vito Cascio Ferro[2]
- 2009 : L'onore e il rispetto (it), deuxième saison, de Salvatore Samperi e Luigi Parisi : Vasile, avocat[2]
- 2010 : Saint Philippe Néri, de Giacomo Campiotti : Prince Nerano[2]
- 2011 : Il delitto di Via Poma (it), de Roberto Faenza : Francesco Caracciolo Di Sarno[2]
- 2016 : Boris Giuliano - Un poliziotto a Palermo (it), de Ricky Tognazzi - mini-série télévisée : Macaluso[2]
- 2018 : Commissaire Montalbano, série TV - épisode : La giostra degli scambi d’Alberto Sironi : Alfredo Virduzzo[2]